# Dalatjärnen (Säbrå socken, Ångermanland)
Dalatjärnen är en sjö i Härnösands kommun i Ångermanland och ingår i Gådeåns huvudavrinningsområde.